# Allanwatsonia lugubris
Allanwatsonia lugubris là một loài bướm đêm thuộc phân họ Arctiinae, họ Erebidae.